# ADATA
ADATA Technology Co., Ltd. és un fabricant taiwanès de memòria, emmagatzematge i caixa d'ordinadors tipus fables, fundat el maig de 2001 per Simon Chen (陳立白). La seva línia de productes principal consta de mòduls DRAM, unitats flash USB, unitats de disc dur, unitats d'estat sòlid, targetes de memòria i accessoris mòbils. ADATA també s'està expandint a noves àrees, com ara la robòtica i els sistemes de propulsió elèctrica. A més de la seva marca principal ADATA, la companyia també ven maquinari i accessoris per a jocs de PC sota la seva marca XPG ("Xtreme Performance Gear").
El 2017, ADATA va ser el segon fabricant de mòduls DRAM més gran del món i tenia una capitalització de mercat de 680 milions de dòlars EUA. En els darrers anys, ADATA ha estès el seu negoci a Europa i Amèrica, alhora que competeix fortament amb Samsung a Àsia.

## Línies de productes

### Consum
- Mòduls DRAM per a ordinadors de sobretaula i portàtils
- Unitats d'estat sòlid
- Emmagatzematge extern (HDD, SSD, carcassa)
- Unitats flash USB
- Targetes de memòria/lectors
- Bancs de potència
- Carregadors de cotxe/sense fil/USB
- Cables USB/microUSB/Lightning
- Adaptadors multimèdia

XPG (jocs)
- Memòria d'ordinador
- SSD
- Unitats d'alimentació
- Xassís de PC
- Refrigeració
- Accessoris de components de PC
- Portàtils
- Perifèrics de jocs (teclat, ratolí, ratolí, auriculars)
- Engranatges d'estil de vida (chiclet per a jocs MANA)